# 오일 머니
오일 머니 혹은 오일 달러(영어: petrocurrency 혹은 petrodollar)는 다음 세가지 뜻을 지닌다.
1. 산유국에 결제 수단으로 지급되는 미국 달러(오일 달러 환류)로, 1973년 석유 위기를 계기로 만들어진 용어이며, 산유국의 무역 흑자를 뜻한다.[1]
2. 산유국의 통화로, 유가에 따라 다른 통화에 대한 가치가 달라진다. 즉, 유가가 오르면 가치가 올라가며, 유가가 내려가면 가치가 내려간다.[2]
3. 국제 시장에서 유가를 책정할 때 계산 단위로 사용하는 미국 달러 등의 통화를 뜻한다.[3]

## 석유 생산자의 무역 흑자
오일 달러는 주로 OPEC 회원국과 러시아, 노르웨이로부터 석유 수출로 인한 수입을 줄여 부르는 말이다. 특히 역사적으로 값비싼 석유 가격이 유지되는 기간에는 관련 금융 흐름이 미국 달러에 고정된 것도 있고 그렇지 않은 것도 있는 다양한 통화로 이루어진 광범위한 거래를 포함하여 연간 수천억 달러 상당의 규모에 도달할 수 있다.

## 같이 보기
- 탈달러화
- 브레턴우즈 체제
- 녹색 경제
- 준비 통화